# Джамана (Новоаненский район)
Джамана (также Джамэна; рум. Geamăna) — село в Новоаненском районе Молдавии. Является административным центром коммуны Джамана, включающей также село Батык.

## География
Село расположено на высоте 95 метров над уровнем моря.

## Население
По данным переписи населения 2004 года, в селе Джамэна проживает 3523 человек (1715 мужчин, 1686 женщин).
Этнический состав села:
| Национальность | Число жителей | Процентный состав |
| -------------- | ------------- | ----------------- |
| молдаване      | 3262          | 95.91             |
| румыны         | 39            | 1.15              |
| цыгане         | 37            | 1.09              |
| русские        | 37            | 1.09              |
| украинцы       | 15            | 0.44              |
| гагаузы        | 2             | 0.06              |
| болгары        | 2             | 0.06              |
| прочие         | 7             | 0.21              |
| Всего          | 3401          | 100%              |